# 가거초
가거초(可居礁, 영어: Gageo Reef)는 대한민국 전라남도 신안군 가거도로부터 서남쪽으로 약 47km 떨어져 있는 암초이다.

## 해양지명
- 해양지명 : 가거초 (Gageo Reef)[1]
- 대표위치(WGS-84) : 33°56'20"N 124°35'44"E
- 범위 : 가거도 서쪽 47 km 지점에 위치한 수심 7.8m의 수중 암초[2]

## 역사
1927년 3월 29일 일본 군함 일향(日向:휴가)호가 이 암초에 걸려 좌초한 뒤 일본군은 같은 해 8월 14일 여러 척의 트롤어선을 동원해 정밀조사를 실시한 후 군함의 이름을 따서 암초의 이름을 일향초(日向礁)라고 불렀다.
대한민국 국립해양조사원은 1991년 9월 흑산도 서부 한미 합동수로 측량에서 최고점이 수심 7.8m인 이 암초를 확인하였고, 2006년 12월 19일 해양지명위원회를 열어 만장일치로 이 암초의 이름을 가거초(可居礁)로 변경한 뒤 관보에 고시했다.

### 명칭 유래
가거도 서쪽 인근에 위치하므로, 가거도의 이름을 따서 해도상의 '일향초'인 암초의 이름을 '가거초'로 변경하였다.

## 가거초 종합해양과학기지
가거초 종합해양과학기지는 이어도 해양과학기지에 이어 대한민국의 두 번째 종합해양과학기지로, 가거도 서쪽 47km 떨어진 가거초의 20m 수심에 건설되었으며, 총 사업비 약 100억원을 들여 2007년 11월 착공, 2년의 공사기간을 거쳐 2009년 10월에 완공되었다. 위치는 동경 124도35분34.2초, 북위 33도56분31.0초이다.

### 규모
가거초 기지는 21m 높이의 파도와 평균풍속이 40m/s에 이르는 강한 바람에도 견딜 수 있도록 설계되었고, 구조물의 전체 높이는 51m이지만 수면 위 높이는 31m이다. 면적은 286m2로 전체적으로 이어도 기지(1,345m2)의 1/4 정도의 규모이지만 이어도 기지의 건설 및 운용 노하우를 바탕으로 향상된 시스템이 적용되어 과학기지로서의 기능은 향상되었다.

### 기능
가거초 기지에는 기상 및 해양, 대기환경 등 30종 이상의 첨단 관측장비가 설치되어 관측 임무를 수행하게 된다. 관측 자료는 가거초 기지의 DB 서버에 저장됨과 동시에 무궁화 위성을 통해 실시간으로 해양연구원에 전송이 이루어지며, 전원은 평상시 풍력과 태양광을 이용하고 비상전력이 필요한 경우에는 디젤발전기를 가동하여 전력을 공급한다.
가거초 기지는 세계적 이슈인 기후변화 연구를 위한 핵심자료의 제공, 태풍연구, 인공위성 원격탐사자료의 검·보정 등을 비롯하여 대기와 해양에 대한 다양한 연구를 지원하는 기능을 수행하게 되며,  실시간 해양과 기상정보를 제공하여, 어업, 해상교통, 해양레저 등 관련 해양산업을 지원하고, 해양기인 재해로 부터의  피해를 저감할 수 있도록 도움을 준다.

## 같이 보기
- 이어도 - 이어도 종합해양과학기지
- 독도
- 파랑초